# Гужовский, Яков Александрович
Яков Александрович Гужовский вариант написания фамилии Гужёвский (1861 — 22 сентября 1940[уточнить]) —  депутат Государственной думы I созыва от Черниговской губернии.

## Биография
По происхождению крестьянин-казак Нежинского уезда Черниговской губернии. Семья была очень бедна. По вероисповеданию православный. Окончил двуклассное министерское училище. Дальнейшее образование получил в Черниговской учительской семинарии. С 1890 по 1894 год был сельским учителем. В юности примыкал к «Народной воле». Затем служил  агентом земского страхования Нежинском уезде.  Одно трёхлетие был уездным гласным, но на следующее трёхлетие был вычеркнут губернатором из списка гласных. В качестве члена ревизионной комиссии участвовал в раскрытии злоупотреблений и растрат в уездной земской управе. Создатель ряда кружков для самообразования. Его ученикам были присущи левые взгляды, в результате чего 9 января 1906 после безрезультатного обыска Гужовский был заключён в тюрьму. В день выборов узнал, что должен был быть сослан в Тобольскую губернию. Хотя определял своё положение в политическом спектре "левее к. д.", после выборов выступил в партию "народной свободы".
15 апреля 1906 избран в Государственную думу I созыва  от общего состава выборщиков Черниговского губернского избирательного собрания. Входил во фракцию кадетов, а также посещал заседания Трудовой группы. Сами трудовики Гужовского к своей фракции не причисляли, а относили его к кадетам. Подписал законопроект «О неприкосновенности членов Государственной думы».
Дальнейшая судьба детально неизвестна.
Скончался 22 сентября 1940 года в Чернигове[уточнить].